# Becky Bell
Rebecca Suzanne "Becky" Bell (24 de agosto de 1971 – 16 de setembro de 1988) foi uma jovem estadunidense que morreu após um aborto séptico [en]. Após engravidar, Bell procurou saber sobre um aborto legal, mas foi impedida pelas leis do estado de Indiana, que exigiam o consentimento dos pais ou a dispensa de um juiz. Ao invés disso, Bell fez um aborto ilegal ou tentou abortar, o que levou a uma infecção fatal. O médico legista disse que Bell morreu de sepse como consequência de um aborto não esterilizado. Após a morte de Bell, seus pais tornaram-se defensores da revogação das leis de consentimento dos pais.

## Histórico
Bell descobriu que estava grávida em 1988. Dirigiu-se a uma clínica da Federação de Paternidade Planejada da América em Indiana em busca de um aborto. Na clínica, foi informada de que a lei estadual exigia o consentimento de seus pais para o procedimento e que a maioria dos menores de idade em sua área viajava para Louisville, em Kentucky, a aproximadamente 160 quilômetros de distância, para evitar a revelação dos pais. Também tinha a opção de apresentar-se a um juiz para pedir a dispensa do consentimento dos pais, mas supostamente temia que seus pais descobrissem. Segundo informações, Bell pensou em fazer um aborto no estado do Kentucky, levar o bebê até o fim e colocá-lo para adoção ou fugir para a Califórnia.
Em um sábado à noite, em setembro de 1988, Bell saiu de casa, dizendo aos pais que estava indo para uma festa. Sua doença piorou nos dias seguintes, mas ela não procurou atendimento médico. Seus pais acabaram forçando-a a consultar o médico da família, que diagnosticou grave pneumonia e a internou. Morreu em 16 de setembro de 1988, aos 17 anos de idade.
A autópsia de Bell encontrou matéria fetal e evidências de infecção em seu trato genital, mas nenhuma evidência de lesão interna ou marcas no colo do útero. A causa oficial da morte foi atribuída a aborto séptico [en] complicado por pneumonia. O médico legista e o patologista do condado disseram posteriormente à imprensa que o aborto e a infecção foram provavelmente causados pelo uso de instrumentos não esterilizados durante um procedimento de aborto inseguro. Após a morte de Bell, seus pais encontraram entre os pertences de Bell informações de contato de clínicas de aborto na vizinha Kentucky, que não tinha leis de consentimento dos pais, mas não havia registro de que ela tivesse visitado alguma clínica em Kentucky. Anos após a sua morte, ainda não está claro se Bell obteve um aborto induzido ou se ela mesma induziu o aborto.

## Leis de consentimento dos pais
Após a morte de Bell, seus pais, Bill e Karen Bell, fizeram campanha contra as leis de consentimento dos pais, que eles atribuíam como motivo pela morte da filha. Eles atuam com a Fundação da Maioria Feminista [en], que lhes deu o crédito por terem ajudado a mudar a opinião pública contra uma lei de notificação parental no estado do Óregon. Também trabalharam contra a proposta de leis de notificação dos pais no estado do Colorado em 1998. No ano de 2006, eles testemunharam perante a Câmara dos Deputados de Michigan [en] em oposição a uma lei pendente de consentimento dos pais.
Em resposta aos esforços de lobby dos Bells, grupos antiaborto argumentaram que a autópsia não apresentou sinais de trauma ou infecção no colo do útero ou no útero, o que indicaria um aborto induzido. Eles alegaram que Bell provavelmente morreu de pneumonia, que resultou em um aborto incompleto.
Durante a cobertura desse debate no programa 60 Minutes, Morley Safer [en] descreveu a reação do movimento antiaborto como um ataque aos "motivos dos Bells e ao caráter de sua filha falecida". Na entrevista ao 60 Minutes, John C. Willke [en], médico aposentado e então presidente do Comitê Nacional do Direito à Vida [en] afirmou que Bell havia sofrido um "aborto espontâneo" e não um aborto induzido. Willke alegou que sua opinião era apoiada por especialistas independentes, embora o 60 Minutes tenha descoberto que, pelo menos, um desses especialistas citados por Willke não havia analisado a autópsia e não se considerava qualificado para comentar sobre ela. A opinião de Willke foi contestada no programa por John Pless, um patologista forense envolvido na autópsia de Bell, que reafirmou sua conclusão de que ela provavelmente sofreu um aborto inseguro.

## Na cultura popular
Em 15 de agosto de 1992, a HBO exibiu um episódio de Lifestories: Families in Crisis [en] baseado na morte de Bell, intitulado Public Law 106: The Becky Bell Story.  A atriz  Dina Spybey interpretou Becky Bell, Debra Monk interpretou Karen Bell e Craig Wasson [en] interpretou Bill Bell.
No ano de 1995, a coletânea lançada pela 550 Music [en]/Epic Records chamado Spirit of '73: Rock for Choice [en] foi organizado pelo grupo ativista Fundação Maioria Feminista [en], e as notas do encarte afirmaram que os lucros do álbum foram destinados a apoiar a Campanha Becky Bell/Rosie Jimenez “para suspender as leis de consentimento e as restrições de financiamento federal que estão forçando mulheres jovens a recorrer a abortos clandestinos”.